# Макаров, Дмитрий Алексеевич (поэт)
Дмитрий Алексеевич Макаров (род. 31 июля 1981, Санкт-Петербург, РСФСР, СССР) — российский писатель, поэт и культуртрегер, либреттист, постоянный автор телеканала Дождь (Проект «Страшные сказки») и проекта Сноб (журнал)

## Биография
Дмитрий Макаров родился в Ленинграде, учился в Школе-гимназии № 92, после на философском факультете и факультете журналистики СПБГУ. В школьные годы писал стихи, играл в школьном театре. Попробовал себя во множестве профессий: как журналист писал об экстремальных видах спорта, был официантом, пел французский шансон в петербургских ресторанах, выступал со стихами и песнями в кабаре Бродячая собака (кафе). В 2003 году переехал в Москву. Был личным помощником известного журналиста, основателя и главного редактора газеты Аргументы и факты Владислава Старкова. Литературной деятельностью занимается с конца 1990-х годов.

## Литературная деятельность
Дмитрий Макаров — автор четырех книг стихотворений и малой прозы. В 2020 году в издательстве "Калейдоскоп" вышла его книга "Стихами говорить" (в том же году на студии Fancy State был выпущен одноименный альбом с музыкой группы GANA). 2016 году в издательстве Глагол (издательство) вышла книга «Большое путешествие в точку Я», в 2015 «Путешествие в точку Я. Trip to Z» и «Больше, чем я сказал» в 2008 году.
Рассказы, стихи и очерки Дмитрия Макарова появлялись в таких литературных журналах и на порталах, как Сноб (журнал), Знамя (журнал), проекте «Этажи» и журнале millionaire.ru. В 2016 году рассказы Дмитрия Макарова прозвучали в эфире радио Маяк (радиостанция)
Дмитрий — автор либретто оперы «Ермак», музыка Александра Чайковского (мировая премьера состоялась в Красноярском государственном театре оперы и балета 27 июня 2019 года.). Автор либретто оперы «Хворостовский. Возвращение домой» (композитор — Алексей Сюмак, премьера прошла в Красноярском государственном театре оперы и балета 18 октября 2019 года). Автор либретто оперы-оратории "Хроники Александра Невского", музыка Александра Чайковского (мировая премьера состоялась в Ярославле 8 мая, дирижировал Юрий Башмет). Кроме того, в 2016 году стихотворение Дмитрия Макарова «Ковчег непарных зверей» положил на музыку Илья Демуцкий («Ковчег» для смешанного хора a capella).
В июне 2020 года в издательстве АСТ вышла книга Д. Макарова. Лекции по искусству. Страшные сказки (серия «Дождь представляет»).

## Лекции об искусстве
Дмитрий Макаров регулярно выступает лекциями о литературе и киноискусстве в Дизайн-завод «Флакон», Гоголь-центр и Манеж (Москва), а также в ряде других культурных учреждений России, Казахстана, Украины и Грузии,,,,